# 公告牌音乐界中的女性
《公告牌》音乐界中的女性（英語：Billboard Women in Music），又称公告牌女性音乐奖，是《公告牌》举办的年度活动。其主要奖项名为“年度女性”，据该杂志称，设立该奖项是为了表彰“对音乐行业做出重大贡献的女性，以及通过她们的努力和持续的成功，激励更多女性在该领域承担越来越多的责任”。泰勒·斯威夫特是该活动中获奖最多的女性，获得了三项奖项（两项年度女性奖以及一项十年女性奖）。

## 十年女性奖
泰勒·斯威夫特荣获首个十年女性奖，她是“2010年代有史以来最有成就的音乐艺人之一”。
- 2010年代：泰勒·斯威夫特（2019年）

## 年度女性奖
2007年，瑞芭·麦肯泰尔凭借“她作为唱片艺人的成功、对商业的贡献以及在拥抱不断变化的音乐产业方面的领导能力”而荣获《公告牌》的首个年度女性奖。从那时起，《公告牌》每年都会向一位女艺人授予该奖项。泰勒·斯威夫特是第一位也是唯一一位多次获得该荣誉的女性。比莉·艾利什是获得该奖项的最年轻的歌手。卡迪·B是第一位获此殊荣的说唱歌手。奥莉维亚·罗德里戈是第一位获得该奖项的亚裔美国人。
| 年份 | 得奖者                              |
| ---- | ----------------------------------- |
| 2007 | 瑞芭·麦肯泰尔（Reba McEntire）      |
| 2008 | 席亚拉（Ciara）                     |
| 2009 | 碧昂丝（Beyoncé）                   |
| 2010 | 菲姬（Fergie）                      |
| 2011 | 泰勒·斯威夫特（Taylor Swift）       |
| 2012 | 凯蒂·佩里（Katy Perry）             |
| 2013 | 粉红佳人（P!nk）                    |
| 2014 | 泰勒·斯威夫特（Taylor Swift）       |
| 2015 | 嘎嘎小姐（Lady Gaga）               |
| 2016 | 麦当娜（Madonna）                   |
| 2017 | 赛琳娜·戈麦斯（Selena Gomez）       |
| 2018 | 爱莉安娜·格兰德（Ariana Grande）    |
| 2019 | 比莉·艾利什（Billie Eilish）        |
| 2020 | 卡迪·B（Cardi B）                   |
| 2022 | 奥莉维亚·罗德里戈（Olivia Rodrigo） |
| 2023 | 诗莎（SZA）                         |
| 2024 | 卡罗尔·G（Karol G）                 |

## 新星奖
2008年：科尔比·凯雷凭借“她在流行榜上的崛起以及她的音乐引起的反响”获得了《公告牌》首个新星奖。从那时起，《公告牌》每年都会向一位女艺人授予该奖项。
- 2008年：科尔比·凯雷
- 2009年：嘎嘎小姐[7]
- 2010年：贾兹敏·沙利文[8]
- 2011年：妮琪·米娜[9]
- 2012年：卡莉·蕾·杰普森
- 2013年：贾奈尔·梦内[10]
- 2014年：爱莉安娜·格兰德
- 2015年：凯尔茜·巴勒里尼[11]
- 2016年：海尔希[注 1]
- 2017年：格蕾丝·范德华
- 2018年：海莉·喜代子[12]
- 2019年：罗莎莉亚
- 2020年：Chloe x Halle[13]
- 2023年：Doechii

## 三重领域奖
2010年，麗婭·米歇爾凭借“在表演、歌唱和舞蹈方面的出色表现”获得了《公告牌》首个三重领域奖。
- 2010年：麗婭·米歇爾

## 规则破坏者奖
规则破坏者奖旨在表彰那些利用自己的音乐和平台挑战传统行业期望并为年轻人传递强有力信息的女艺人。2015年，黛咪·洛瓦托是首位获得该奖项的人。
- 2015年：黛米·洛瓦托[15]
- 2016年：艾莉希亚·卡拉
- 2017年：柯兰尼
- 2018年：诗莎[12]
- 2021年：卡罗尔·G
- 2023年：Lainey Wilson

## 开拓者奖
开拓者奖授予音乐行业的先驱女艺人，旨在表彰利用自己的平台聚焦前所未闻的声音并为后来的女性开辟道路。2014年，海莉·威廉姆斯是首位获得该奖项的人。
- 2014年：海莉·威廉姆斯[17]
- 2015年：拉娜·德雷
- 2016年：凯莎[18]
- 2018年：贾奈尔·梦内[12]
- 2019年：布兰迪·卡莉[19]
- 2021年：菲比·布里杰斯

## 年度组合
- 2015年：五美组合[20]
- 2024年：NewJeans[21]
- 2025年：aespa[22]

## 排行榜榜首奖
- 2014年：伊基·阿塞莉娅[23]
- 2015年：赛琳娜·戈麦斯[24]
- 2016年：梅根·特雷纳[25]
- 2022年：桑默·沃克（英语：Summer Walker）

## 偶像奖
偶像奖授予对行业和艺术做出历史性贡献的具有非凡成就的女艺人。
- 2008年：黛比·哈利[26]
- 2014年：艾瑞莎·弗兰克林[27]
- 2016年：仙妮亚·唐恩[28]
- 2017年：玛丽·布莱姬
- 2018年：辛迪·劳帕[16]
- 2019年：艾拉妮丝·莫莉塞特[19]
- 2020年：詹妮弗·洛佩兹[3]
- 2022年：邦妮·雷特
- 2023年：Ivy Queen

## 影响力奖
影响力奖首次授予索兰奇·诺尔斯，因为她“利用自己的声音，通过他们的直播角色、平台和慈善努力来激励和培养未来的新领导人，以激发大众的社会变革”。
- 2017年：索兰奇·诺尔斯（英语：Solange Knowles）
- 2019年：艾莉西亚·凯斯
- 2020年：杰西·雷耶兹（英语：Jessie Reyez）[3]
- 2022年：H.E.R.（英语：H.E.R.）
- 2023年：Becky G

## 传奇奖
- 2015年：洛雷塔·林恩（英语：Loretta Lynn）[29]

## 突破艺人奖
- 2014年：伊迪娜·门泽尔
- 2015年：托蕾·凯莉[30]
- 2016年：玛伦·莫里斯[31]
- 2017年：卡米拉·卡贝洛[32]
- 2023年：TWICE

## 热门制作人奖
热门制作人奖授予其作品对文化产生重大影响的词曲作家。
- 2014年：查莉·XCX
- 2020年：多莉·帕顿

## 创新者奖
创新者奖旨在表彰挑战音乐传统、创造积极变化并在其创作作品内外贡献新想法的女艺人。
- 2015年：蜜西·艾莉特[33]
- 2018年：凯茜·马斯格雷夫斯[12]

## 动力奖
动力奖奖授予那些通过流媒体、销售和广播在受人尊敬的年份中占据主导地位的音乐人。
- 2014年：婕茜·J
- 2015年：布列塔妮·霍华德（英语：Brittany Howard）
- 2016年：安德拉·戴[34]
- 2017年：凯莉·克拉克森
- 2019年：梅根·西·斯塔莉安
- 2020年：杜阿·利帕[3]
- 2022年：Doja Cat
- 2023年：Latto

## 改变游戏规则奖
在成为第一位在《公告牌》百强单曲榜上登场100次的女性之后，妮琪·米娜首次获得了改变游戏规则奖。
- 2019年：妮琪·米娜[19]
- 2021年：萨维蒂

## 遠見獎
- 2023年：Lana Del Rey